# Dyskografia Davida Cooka
Artykuł przedstawia całkowitą dyskografię amerykańskiego wokalisty i zwycięzcy siódmej edycji programu American Idol Davida Cooka. W 2006 roku artysta wydał niezależnie pierwszy album Analog Heart, którego popularność wzrosła podczas udziału wokalisty w American Idol. Od początku 2009 roku w USA sprzedano prawie 5000 kopii płyty.
Od momentu swojej wygranej, Cook wydał pięć singlów, m.in. "The Time of My Life" i "Light On". Jego album, zatytułowany własnym nazwiskiem, został wydany 18 listopada 2008 roku przez RCA Records i zadebiutował na 3. miejscu listy Billboard 200. David Cook szybko został pokryty platyną przez RIAA i złotem przez CRIA (Canadian Recording Industry Association). 

## Albumy
| Rok                                                                        | Album                                                                        | Najwyższe pozycje na listach | Najwyższe pozycje na listach | Najwyższe pozycje na listach | Najwyższe pozycje na listach | Najwyższe pozycje na listach | Najwyższe pozycje na listach | Sprzedaż i certyfikaty                                                     |
| Rok                                                                        | Album                                                                        | US                           | US Rock                      | UK                           | CAN                          | AUS                          | FIN                          | Sprzedaż i certyfikaty                                                     |
| -------------------------------------------------------------------------- | ---------------------------------------------------------------------------- | ---------------------------- | ---------------------------- | ---------------------------- | ---------------------------- | ---------------------------- | ---------------------------- | -------------------------------------------------------------------------- |
| 2006                                                                       | Analog Heart - Wydany dnia: 6 maja 2006 - Wytwórnia: samopublikowanie        | –                            | –                            | –                            | –                            | –                            | –                            | - Sprzedaż w USA: 1,595                                                    |
| 2008                                                                       | David Cook - Wydany dnia: 18 listopada 2008 - Wytwórnia: RCA Records/19      | 3                            | 2                            | –                            | 11                           | –                            | 16                           | - Sprzedaż w USA: 1,090,000 - Certyfikaty: RIAA: Platyna CRIA: Złota płyta |
| 2011                                                                       | This Loud Morning - Wydany dnia: 28 czerwca 2011 - Wytwórnia: RCA Records/19 | 7                            | -                            | -                            | 23                           | -                            | -                            | - Sprzedaż USA: 133,000                                                    |
| 2015                                                                       | Digital Vein - Wydany dnia: 18 września 2015                                 | 35                           | -                            | -                            | -                            | -                            | -                            | - Sprzedaż USA: 11,000                                                     |
| "–" oznacza, iż album nie został wydany lub nie zajął pozycji w notowaniu. |                                                                              |                              |                              |                              |                              |                              |                              |                                                                            |

## Single
| Rok                                                                                               | Singiel                            | Najwyższe pozycje na listach | Najwyższe pozycje na listach | Najwyższe pozycje na listach | Najwyższe pozycje na listach | Najwyższe pozycje na listach | Najwyższe pozycje na listach | Najwyższe pozycje na listach | Najwyższe pozycje na listach | RIAA    | Album      |
| Rok                                                                                               | Singiel                            | US                           | US Pop                       | US AC                        | US Adult                     | CAN                          | UK                           | NZ                           | FIN                          | RIAA    | Album      |
| ------------------------------------------------------------------------------------------------- | ---------------------------------- | ---------------------------- | ---------------------------- | ---------------------------- | ---------------------------- | ---------------------------- | ---------------------------- | ---------------------------- | ---------------------------- | ------- | ---------- |
| 2008                                                                                              | "The Time of My Life"              | 3                            | 6                            | 1                            | 7                            | 2                            | 61                           | 29                           | 10                           | Platyna | David Cook |
| 2008                                                                                              | "Light On"                         | 17                           | 20                           | 11                           | 4                            | 27                           | 184                          | –                            | 8                            | –       | David Cook |
| 2009                                                                                              | "Bar-ba-sol"                       | –                            | –                            | –                            | –                            | –                            | –                            | –                            | –                            | –       | David Cook |
| 2009                                                                                              | "Come Back to Me"                  | 63                           | 49                           | 29                           | 10                           | –                            | –                            | –                            | –                            | –       | David Cook |
| 2009                                                                                              | "Permanent" (singiel charytatywny) | 24                           | 34                           | –                            | –                            | 26                           | –                            | –                            | –                            | –       | David Cook |
| "–" oznacza, iż album nie został wydany, nie zajął pozycji w notowaniu lub nie był certyfikowany. |                                    |                              |                              |                              |                              |                              |                              |                              |                              |         |            |

## Teledyski
| Rok  | Piosenka          | Reżyser      |
| ---- | ----------------- | ------------ |
| 2008 | "Light On"        | Wayne Isham  |
| 2009 | "Come Back To Me" | Gavin Bowden |

## Inne piosenki z list
| Rok                                                                        | Singiel                                                                        | Najwyższe pozycje na listach | Najwyższe pozycje na listach | Najwyższe pozycje na listach | Album                   |
| Rok                                                                        | Singiel                                                                        | US                           | US Pop                       | CAN                          | Album                   |
| -------------------------------------------------------------------------- | ------------------------------------------------------------------------------ | ---------------------------- | ---------------------------- | ---------------------------- | ----------------------- |
| 2008                                                                       | "Dream Big"(Piosenka finalisty z American Idol Songwriter Competition)         | 15                           | 17                           | 21                           | Występy w American Idol |
| 2008                                                                       | "I Still Haven't Found What I'm Looking For" (Oryginalnie wykonywany przez U2) | 22                           | 24                           | 17                           | Występy w American Idol |
| 2008                                                                       | "The World I Know" (Oryginalnie wykonywany przez Collective Soul)              | 28                           | 31                           | 24                           | Występy w American Idol |
| 2008                                                                       | "I Don't Want to Miss a Thing" (Oryginalnie wykonywany przez Aerosmith)        | 42                           | 38                           | 43                           | Występy w American Idol |
| 2008                                                                       | "Billie Jean" (Oryginalnie wykonywany przez Michaela Jacksona)                 | 47                           | 39                           | 41                           | Występy w American Idol |
| 2008                                                                       | "Always Be My Baby" (Originally by Mariah Carey)                               | 67                           | 46                           | 59                           | Występy w American Idol |
| 2008                                                                       | "Hello" (Oryginalnie wykonywany przez Lionela Richiego)                        | 73                           | 48                           | 57                           | Występy w American Idol |
| 2008                                                                       | "The Music of the Night" (Utwór z musicalu Upiór w operze)                     | 77                           | 54                           | 73                           | Występy w American Idol |
| 2008                                                                       | "Eleanor Rigby" (Oryginalnie wykonywany przez The Beatles)                     | 92                           | 62                           | 83                           | Występy w American Idol |
| 2008                                                                       | "I'm Alive" (Oryginalnie wykonywany przez Neila Diamonda)                      | 99                           | 73                           | –                            | Występy w American Idol |
| 2008                                                                       | "Little Sparrow" (Oryginalnie wykonywany przez Dolly Parton)                   | 101                          | 79                           | 96                           | Występy w American Idol |
| 2008                                                                       | "Hungry Like the Wolf" (Oryginalnie wykonywany przez Duran Duran)              | 103                          | 81                           | –                            | Występy w American Idol |
| 2008                                                                       | "Innocent" (Oryginalnie wykonywany przez Our Lady Peace)                       | 104                          | 82                           | –                            | Występy w American Idol |
| 2008                                                                       | "Day Tripper" (Oryginalnie wykonywany przez The Beatles)                       | 114                          | 95                           | –                            | Występy w American Idol |
| 2008                                                                       | "All Right Now" (Oryginalnie wykonywany przez Free)                            | 118                          | –                            | –                            | Występy w American Idol |
| 2008                                                                       | "Happy Together" (Oryginalnie wykonywany przez The Turtles)                    | 125                          | –                            | –                            | Występy w American Idol |
| 2008                                                                       | "Declaration"                                                                  | 113                          | –                            | –                            | David Cook              |
| "–" oznacza, iż album nie został wydany lub nie zajął pozycji w notowaniu. |                                                                                |                              |                              |                              |                         |